# Candice Patton

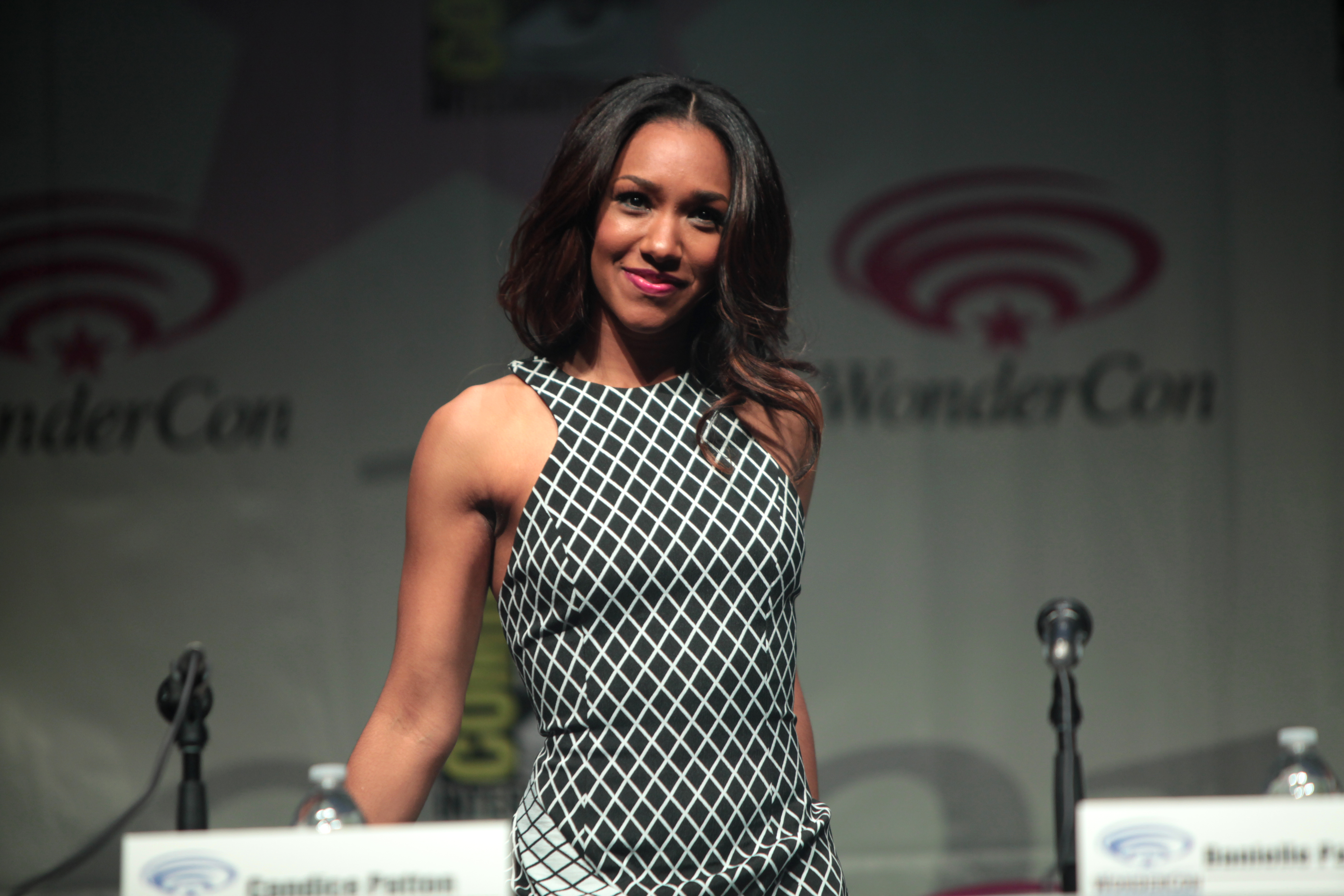
Candice Patton (2015)

Candice Patton (* 24. Juni 1988 in Jackson, Mississippi) ist eine US-amerikanische Schauspielerin, bekannt durch ihre Rolle als Iris West in der Fernsehserie The Flash, die sie während der gesamten Laufzeit von 2014 bis 2023 verkörperte. Als Schauspielerin tritt sie seit 2004 in Erscheinung, der Schwerpunkt ihrer Arbeit liegt dabei auf Fernsehserien.

## Filmografie (Auswahl)
- 2004–2005: Schatten der Leidenschaft (The Young and the Restless, Fernsehserie, 5 Folgen)
- 2008: Sorority Forever (Fernsehserie, 21 Folgen)
- 2009: Entourage (Fernsehserie, 3 Folgen)
- 2009: Castle (Fernsehserie, Folge 2x03)
- 2009: Heroes (Fernsehserie, 2 Folgen)
- 2010: The Forgotten – Die Wahrheit stirbt nie (The Forgotten, Fernsehserie, Folge 1x10)
- 2010: One Tree Hill (Fernsehserie, 2 Folgen)
- 2010: Grey’s Anatomy (Fernsehserie, Folge 7x05)
- 2011: The Craigslist Killer (Fernsehfilm)
- 2011: CSI: Miami (Fernsehserie, Folge 9x15)
- 2011: Harry’s Law (Fernsehserie, Folge 1x07)
- 2011: Love Bites (Fernsehserie, Folge 1x08)
- 2011: Man Up! (Fernsehserie, 3 Folgen)
- 2012: Commander and Chief
- 2012: Rizzoli & Isles (Fernsehserie, Folge 3x03)
- 2013–2014: The Game (Fernsehserie, 9 Folgen)
- 2014: About a Boy (Fernsehserie, Folge 1x02)
- 2014: The Guest
- 2014–2023: The Flash (Fernsehserie, 178 Folgen)
- 2015: Con Man (Fernsehserie, 2 Folgen)
- 2017: Supergirl (Fernsehserie, Folge 3x08)
- 2017: Arrow (Fernsehserie, Folge 6x08)
- 2017: DC’s Legends of Tomorrow (Fernsehserie, Folge 3x08)
- 2019: Batwoman (Fernsehserie, Folge 1x09)